# Hôtel de Grosbois
L'hôtel de Grosbois (ou hôtel Perreney de Grosbois) est un hôtel particulier situé à Besançon dans le département du Doubs.

## Localisation
L'édifice est situé au 9 rue Girod de Chantrans dans le secteur de La Boucle de Besançon.

## Histoire
En 1735, les jésuites, propriétaires d'une ancienne maison, font reconstruire intégralement l'hôtel par l'architecte Jacques François Tripard.
Les jésuites ont loué l'hôtel à plusieurs familles de notables et en particulier à la famille Perreney de Grosbois.
L'hôtel devient par la suite une annexe du Collège Victor-Hugo de Besançon.
Les façades et les toitures du corps de logis et du bâtiment des communs, l'allée cochère du bâtiment des communs et, dans le corps de logis, l'escalier avec sa rampe en fer forgé, la salle avec lambris et cheminée au rez-de-chaussée et le salon avec son décor et cheminée en marbre de la pièce voisine à l'étage fait l’objet d’un classement au titre des monuments historiques depuis le 27 décembre 1996.